# Crystal Bowersox
Crystal Lynn Bowersox (Elliston, Ohio, 4 d'agost de 1985) és una cantautora i actriu estatunidenca, que va quedar segona en la novena temporada d'American Idol. Va ser la primera dona finalista en tres anys. L'àlbum debut de Bowersox, Farmer's Daughter, es va publicar el 14 de desembre de 2010 amb la discogràgica Jive Records. Bowersox va llançar el seu segon àlbum, All That for This, el 26 de març de 2013.